# Dichaetophora flexicauda
Dichaetophora flexicauda är en tvåvingeart som först beskrevs av Toyohi Okada 1966.  Dichaetophora flexicauda ingår i släktet Dichaetophora, och familjen daggflugor.
Artens utbredningsområde är Nepal. Inga underarter finns listade.